# Чуприна, Фёдор Лаврентьевич
Фёдор Лаврентьевич Чуприна — советский хозяйственный, государственный и политический деятель, Герой Социалистического Труда.

## Биография
Родился в 1919 году в селе Миновка. Член КПСС с года.
С 1933 года — на хозяйственной, общественной и политической работе. В 1933—1983 гг. — колхозник, агроном Бузовской машинно-тракторной станции, красноармеец, участник советско-финской войны, участник Великой Отечественной войны, механик электроспецоборудования 271-го истребительного авиаполка, агроном, управляющий отделением, главный агроном, управляющий отделением колхоза имени Суворова Магдалиновского района Днепропетровской области Украинской ССР.
Указом Президиума Верховного Совета СССР от 10 февраля 1975 года присвоено звание Героя Социалистического Труда с вручением ордена Ленина и золотой медали «Серп и Молот».
Умер в селе Лычково в 1987 году.